# Parc Estatal de l'Illa Afognak

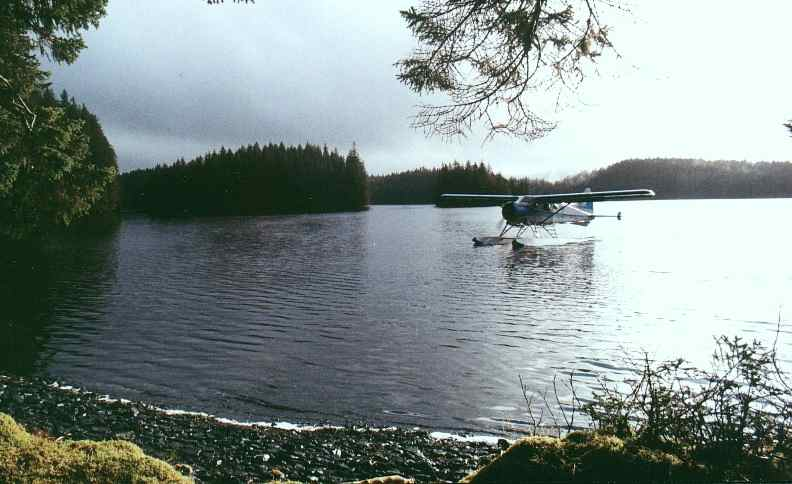
Llac Laura (Laura Lake) on es troba una de les dues casetes remotes d'ús públic del parc on es pot arribar amb hidroavió

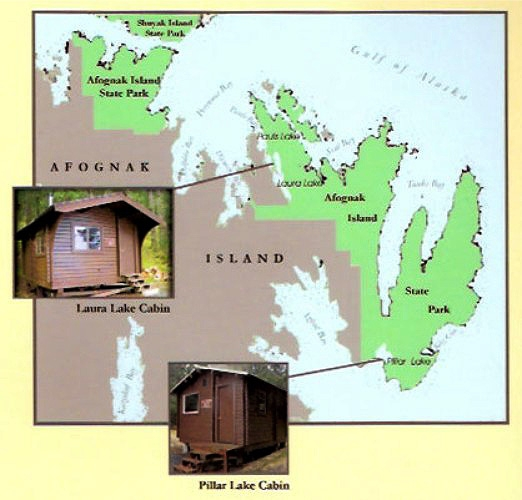
Mapa de les casetes d'ús públic dins del parc

El Parc Estatal de l'Illa Afognak (Afognak Island State Park) cobreix 30.370 hectàrees a l'illa Afognak al Borough de Kodiak Island a l'estat d'Alaska (Estats Units) gestionat per Alaska State Parks (Parcs Estatals d'Alaska). L'illa Afognak es troba al nord-est de l'illa Kodiak devant les costes de la península d'Alaska. El parc és conegut per la seva topografia accidentada i la seva àmplia varietat de vida silvestre. Aquest parc estalal està obert a moltes activitats recreatives inclosa la pesca, la caça i el senderisme durant tot l'any. El transport a les diverses àrees del parc es proporciona amb hidroavió des de Kodiak. L'àrea protegida es troba a l'extrem nord-est de l'illa i envolta les badies Perenosa, Seal i Tonki. El parc limita amb el Refugi Nacional de Fauna Salvatge de Kodiak (Kodiak National Wildlife Refuge) a l'oest.

## Història
El territori que ara es coneix com el Parc Estatal de l'Illa Afognak va ser establert el 1892 com una de les primeres àrees de conservació als Estats Units, seixanta-set anys abans que Alaska es convertís en el 49è estat el 1959. Era conegut com els Bosc i Reserva de la Piscicultura de l'Illa Afognak (Afognak Island Forest and Fish Culture Reserve). Aquesta classificació va permetre la conservació de la vida silvestre i l'hàbitat del salmó. Es va convertir en una part del Bosc Nacional Chugach (Chugach National Forest) el 1908. La propietat va ser transferida el 1980 a les empreses natives sota la Llei de la liquidació de les reclamacions dels natius d'Alaska de 1971 (ANCSA o Alaska Native Claims Settlement Act of 1971). El Parc Estatal de l'Illa Afognak va ser establert el 1994 quan es van vendre 168,14 quilòmetres quadrats d'aquest territori a l'estat d'Alaska. La venda es va preveure la creació de parcs per restaurar i protegir l'hàbitat en perill a conseqüència del gran vessament de petroli de l'Exxon Valdez. Una àrea que mesura 135,56 quilòmetres quadrats es va afegir al parc el 2001 amb finançament del cas Exxon Valdez per protegir una secció més gran d'aquest hàbitat.

## Flora i fauna
El parc es troba en un estat gairebé pristí. Només un petit nombre d'arbres a prop de la badia Seal (Seal Bay) es va talar durant els anys noranta. El parc és la llar d'un bosc primari de les pícees de Sitka (Picea sitchensis) i ofereix zones per a la fresa del salmó. Es pot veure també una gran varietat d'animals al parc, incloent-hi el cérvol de Sitka (Odocoileus hemionus sitkensis), l'ós de Kodiak (Ursus arctos middendorffi), el uapití de Roosevelt (Cervus canadensis roosevelti) i el gavotí marbrenc (Brachyramphus marmoratus).

## Atraccions
Al parc hi ha dues casetes, en indrets remots, disponibles per llogar. Una és a prop del llac Pillar (Pillar Lake) i l'altra és a prop del llac Laura (Laura Lake). El vol al llac Pilar és a 20 minuts amb hidroavió des de Kodiak. Una vegada que el llac es congela aquesta caseta no és accessible fins al desglaç. No hi ha senders en l'àrea del llac. Hi ha una platja a l'oceà a una curta distància a peu. Es troben truites de Dolly Varden (Salvelinus malma) dins del llac. El vol al llac Laura és a 35 minuts des de Kodiak. Es troba a l'extrem nord de l'illa prop de la badia Pauls (Pauls Bay). Amb l'arribada del fred la caseta del llac tampoc és accessible fins que es descongela el llac. El llac Laura és de cinc quilòmetres de llarg i es troba al centre d'un sistema de fresa del salmó molt productiu. La fresa del salmó atrau els ossos que s'han d'evitar per raons de seguretat personal.